# Dürkopp
| Dürkopp fiets met twee versnellingen en asaandrijving, ca. 1910 |
| Dürkopp viercilinder uit 1905                                   |

Dürkopp is een Duits merk dat in zijn geschiedenis onder meer fietsen, auto's, naaimachines, kogellagers, scooters en motorfietsen heeft gemaakt.
Oorspronkelijk heette het bedrijf Nikolaus Dürkopp Fahrrad- & Maschinenfabrik, later Dürkopp-Werke AG, Nikolaus Dürkopp-Straße, Bielefeld, Noordrijn-Westfalen. Tegenwoordig heet het Dürkopp Adler AG
Dürkopp was een van de pioniers van de Duitse motorindustrie, die eencilinders en V-twins en al vroeg een viercilinder bouwde. De motorblokken kwamen van Minerva, Zedel en Fafnir. Het bedrijf bestond als motorfietsenmaker tussen 1901 en 1914 en tussen 1948 en 1959.
Naast motorfietsen werden er fietsen, auto’s en naaimachines geproduceerd. In de jaren 1930 maakte het bedrijf als één der eerste speciale racefietsen en was een belangrijk sponsor voor de wielersport in Duitsland.
In 1914 werd de motorfietsenproductie gestaakt, maar vanaf 1948 werden er weer lichte 98- tot 123cc-machines met Sachs- en ILO-motoren gebouwd, maar ook 150- en 200 cc-modellen met eigen motoren die door Dr. Fritz Gosslau ontwikkeld waren.
In 1953 bouwde Dürkopp de Diana 198cc-scooter. Vanaf 1959 richtte het bedrijf zich op de productie van kogellagers en werd de bouw van motorfietsen gestaakt.
Dürkopp stopte de productie van motorfietsen in 1961 en werd overgenomen door FAG Kugelfischer. 25 jaar later fuseerde het met Kochs Adler om Dürkopp-Adler (te Bielefeld) te vormen. Het produceert voornamelijk naaimachines. Thans (2019) is dit bedrijf vrijwel geheel in handen van een investeringsmaatschappij uit de Volksrepubliek China.
- Gemeinsame Normdatei: 4691459-6
- Virtual International Authority File: 133397174